# Ренді Барнс
Ренді Барнс (англ. Eric Randolph Barnes; нар. 16 червня 1966, Чарлстон, Західна Вірджинія, США) — американський легкоатлет, що спеціалізується на штовханні ядра, олімпійський чемпіон 1996 року, срібний призер Олімпійських ігор 1988 року, призер чемпіонатів світу, рекордсмен світу. Дискваліфікований за вживання допінгу.

## Біографія
У 1988 році на Олімпійських іграх у Сеулі став срібним призером, поступившись лише 8 см німецькому атлету Ульфу Тіммерманну. 20 січня 1989 року з результатом 22,66 м побив світовий рекорд у приміщенні.
20 травня 1990 року Барнс побив рекорд німецького штовхальника ядра Ульфа Тіммерманна, ставши світовим рекордсменом з результатом 23,12 м. 7 серпня на турнірі у Мальмо (Швеція) спортсмен здав позитивну допінг-пробу. У його аналізах було виявлено метилтестостерон. Барнс отримав 27 місяців дискваліфікації, через що пропустив Олімпійські ігри 1992 року.
Відбувши дискваліфікацію, Барнс повернувся до змагань, ставши срібним призером чемпіонату світу 1993 року та бронзовим призером у 1995 року. У 1996 році на домашніх Олімпійських іграх у Атланті з результатом 21,62 м став олімпійським чемпіоном.
У 1998 році здав позитивну допінг-пробу на андростендіон, через що був пожиттєво дискваліфікований від змагань.

## Кар'єра
| Рік             | Змагання                         | Місто                | Місце           | Примітки        |                 |
| Представник США | Представник США                  | Представник США      | Представник США | Представник США | Представник США |
| --------------- | -------------------------------- | -------------------- | --------------- | --------------- | --------------- |
| 1988            | Олімпійські ігри                 | Сеул, Південна Корея | 2               | 22.39 м         |                 |
| 1989            | Чемпіонат світу в приміщенні     | Будапешт, Угорщина   | 2               | 21.28 м         |                 |
| 1993            | Чемпіонат світу                  | Штутгарт, Німеччина  | 2               | 21.80 м         |                 |
| 1994            | Всесвітній легкоатлетичний фінал | Париж, Франція       | 1               | 20.60 м         |                 |
| 1995            | Чемпіонат світу                  | Гетеборг, Швеція     | 3               | 20.41 м         |                 |
| 1996            | Олімпійські ігри                 | Атланта, США         | 1               | 21.62 м         |                 |
| 1996            | Всесвітній легкоатлетичний фінал | Штутгарт, Німеччина  | 2               | 21.14 м         |                 |
| 1997            | Чемпіонат світу                  | Афіни, Греція        | 13 (кв.)        | 19.51 м         |                 |